# Ministro de Relaciones Sindicales
El Ministro de Relaciones Sindicales fue un cargo que existió en España entre 1971 y 1977, coincidiendo con el periodo del llamado «Tardofranquismo». El ministro, sin cartera, estaba encargado de las cuestiones sindicales, incluyendo la propia dirección y administración de los Sindicatos Verticales franquistas.

## Historia
La promulgación de la Ley Sindical de 1971 supuso a la larga la supresión de la antigua Delegación Nacional de Sindicatos y que un ministro de nueva creación, bajo la denominación de «Relaciones Sindicales», asumiera la administración y dirección de la Organización Sindical Española —en esa época, el organismo que aglutinaba los únicos sindicatos legales—. Ello incluía las competencias sobre conflictos sindicales, especialmente en una época en que la conflictividad laboral era alta. Algunos autores consideran que la creación del Ministerio de Relaciones Sindicales constituyó un intento por modernizar la anticuada y caduca organización de los Sindicatos Verticales. Enrique García-Ramal, que hasta entonces había ejercido como delegado nacional de Sindicatos con rango de ministerial, asumió dicha posición.
Tras la muerte de Franco, bajo el mandato de Enrique de la Mata se dieron los primeros pasos para la desmantelación de los Sindicatos Verticales. En octubre de 1976 se creó la Administración Institucional de Servicios Socioprofesionales (AISS), que asumió la administración y patrimonio de la Organización Sindical Española. En abril de 1977 se legalizó el derecho a huelga y el derecho de libre asociación sindical. Enrique de la Mata cesó como ministro en julio de 1977, desapareciendo consigo el cargo. Sus funciones se transfirieron al Ministerio de Trabajo.

## Ministros
| Nombre                    | Inicio                  | Final                   | Notas  |
| Enrique García-Ramal      | 19 de febrero de 1971   | 3 de enero de 1974      | [ 9 ]  |
| Alejandro Fernández Sordo | 3 de enero de 1974      | 11 de diciembre de 1975 | [ 11 ] |
| Rodolfo Martín Villa      | 11 de diciembre de 1975 | 7 de julio de 1976      | [ 12 ] |
| Enrique de la Mata        | 7 de julio de 1976      | 4 de julio de 1977      | [ 7 ]  |